# Bengie Molina
Benjamin José Molina, meglio conosciuto come Bengie Molina, (Río Piedras, 20 luglio 1974), è un ex giocatore di baseball e allenatore di baseball portoricano.
È il fratello maggiore di altri due giocatori della Major League Baseball, José Molina e Yadier Molina, che giocano tutti nel ruolo di ricevitore.

## Carriera
Approdò nella MLB nel 1998 grazie agli Anaheim Angels. Nelle prime due stagioni disputò una manciata di gare con la franchigia californiana (2 nella prima, 31 nella seconda), a partire dal 2000 divenne il ricevitore titolare e rimase tale sino al 2005. In quelle stagioni il secondo ricevitore della squadra era suo fratello José. Nel 2002 e nel 2003 vinse il guanto d'oro come miglior ricevitore difensivo dell'American League. Nel 2002 con gli Angels vinse le World Series.
Diventato free agent alla fine della stagione 2005, a febbraio del 2006 Bengie Molina firmò con i Toronto Blue Jays.
Nella stagione 2007 passò ai San Francisco Giants che gli offrirono un contratto triennale del valore complessivo di 16 milioni di dollari. Con la maglia dei Giants batté il suo 100º fuoricampo in carriera durante il sesto inning della partita disputata il 5 settembre 2007 contro i Colorado Rockies.
Il 1º luglio 2010 fu ceduto dai Giants ai Texas Rangers per dare più spazio a Buster Posey. Pochi mesi dopo, le due squadre si trovarono ad affrontarsi alle World Series. I Giants si aggiudicarono il titolo battendo i Rangers 4-1. Pur avendo perso le World Series, Bengie Molina ricevette comunque l'anello che spetta ai vincitori, perché nel corso della stessa stagione aveva giocato anche nei Giants.
La stagione 2010 è stata l'ultima della carriera agonistica di Bengie Molina. In 13 stagioni in Major League ha disputato 1362 partite, con una media battuta vita di .277, con 144 fuoricampo e 711 punti battuti a casa.
A dicembre 2012 è entrato a far parte dello staff tecnico dei St. Louis Cardinals, la squadra in cui milita suo fratello Yadier. L'incarico di Bengie Molina è assistente allenatore di battuta.